# Wappenmehrung
Wappenmehrung ist ein Begriff aus der Heraldik und bezeichnet die Hinzufügung neuer Bestandteile zu einem bestehenden Wappen.

## Ursprung
Wappen des Uradels waren ursprünglich frei angenommene und nicht verliehene Erkennungszeichen des Waffen tragenden Ritters. Erst seit dem 13. Jahrhundert wurden diese Wappen als Folge der Kreuzzüge und der christlichen Symbolik im senkrecht gespaltenen oder quer geteilten Wappenschild noch mit Bildern oder Symbolen ergänzt.

## Wappenübernahme
In diesem Fall bezeichnet der Begriff „Wappenmehrung“ die Übernahme des Wappens oder Wappenbestandteils eines in männlicher Folge ausgestorbenen Geschlechts in das Wappen des Ehegatten des weiblichen Erben. Dabei können Bestandteile sowohl im Oberwappen als Helmschmuck als auch im Hauptwappen ihren Platz finden. In manchen Fällen war zugleich eine Namensmehrung damit verbunden.
Die Wappenmehrung führt oft zu einem gevierten (quadrierten) Wappen bzw. zu Wappen mit mehreren Feldern. Bei einem gevierten Wappen haben die oberen zwei Felder eine höhere Wertigkeit. Wenn ein Herzschild vorhanden ist, so hat dieses Vorrang.

## Wappenbesserung
Eine Wappenmehrung im Sinne einer Wappenbesserung kann von einem nobilitierenden Herrscher bei Erhebung eines Adligen in eine höhere Adelsstufe (Standeserhöhung) vorgenommen werden, wenn also dieser z. B. vom Baron/Freiherrn zum Grafen erhoben wird (siehe auch: Adelstitel).
Auch Städten wurde vom zuständigen Herrscher eine Wappenmehrung in solchen Fällen gewährt, wenn der Status der Stadt und damit deren Bedeutung sich verändert hatte oder der Herrscher sich dankbar erweisen wollte. So erhielt z. B. die Stadt Tübingen als Dank für ihre Unterstützung bei der Niederschlagung des Bauernaufstandes in Remstal (1514) vom Herzog Ulrich von Württemberg eine Wappenmehrung gewährt (siehe hierzu: Tübinger Vertrag).